# У святого Михаила был петух
«У святого Михаила был петух» (итал. San Michele aveva un gallo) — итальянский драматический фильм 1972 года режиссеров Паоло и Витторио Тавиани. Это адаптация рассказа Л. Н. Толстого «Божеское и человеческое» (1906).
Фильм был описан как «очаровательная басня о политическом и экзистенциальном конфликте между утопическим социализмом и научным социализмом, между двумя путями понимания революции — анархистским и марксистским».
Фильм был отобран для участия в Каннском кинофестивале 1972 года в рамках фестиваля Quinzaine des Realisateurs.

## Сюжет
Италия, начало 20 века. Юноша Джулио Маниери входит в состав анархической группировки и руководит попыткой политического переворота в небольшом итальянском городке. Из-за непродуманности действий команды герой оказывается схвачен и пожизненно заключен в тюрьму, где он пытается не сойти с ума от одиночества.
Спустя 10 лет Джулио должны перевезти в другую тюрьму на лодке. Посреди Венецианской лагуны он встречает другую лодку с такими же, как и он много лет назад, молодыми революционерами. Надзиратели разрешают короткую беседу, во время которой Маниери понимает всю утопичность свою юношеских замыслов и нереальность их воплощения, и разочаровывается в жизни. После того, как лодка с заключенными исчезает из вида, он выпрыгивает в воду и заканчивает жизнь самоубийством.

## В ролях
- Джулио Броджи — Джулио Маниери
- Ренато Скарпа — Батистрада
- Даниэле Дублино — Тюремный охранник
- Ренато Честье